# کرسویل (کنتاکی)
کرسویل (به انگلیسی: Carrsville) شهری در ایالت کنتاکی کشور ایالات متحده آمریکا است که جمعیت آن در سرشماری سال ۲۰۱۰ میلادی، ۵۰ نفر بوده‌است.